# Robertsia xylosyciae
Robertsia xylosyciae är en stekelart som beskrevs av Boucek 1988. Robertsia xylosyciae ingår i släktet Robertsia och familjen fikonsteklar.
Artens utbredningsområde är Papua Nya Guinea. Inga underarter finns listade i Catalogue of Life.